# 179É busz (Budapest)
A budapesti 179É jelzésű éjszakai autóbusz a Boráros tér és Csepel, II. Rákóczi Ferenc út között közlekedett. A vonalat a Budapesti Közlekedési Rt. üzemeltette.

## Története
1984. január 1-jén 179-es jelzéssel új éjszakai buszjárat indult a Boráros tér és Csepel, HÉV-állomás között. 1989 körül a 179É jelzést kapta. 2005. szeptember 1-jén megszűnt, helyét az új 979-es és 979A buszok vették át.

## Útvonala
| Csepel, II. Rákóczi Ferenc út felé | Boráros tér felé |
| --- | --- |
| Boráros tér vá. – Soroksári út – Kvassay Jenő út – Szabadkikötő út – Kossuth Lajos utca – Szent István út – Csepel, II. Rákóczi Ferenc út vá. | Csepel, II. Rákóczi Ferenc út vá. – II. Rákóczi Ferenc út – Koltói Anna utca – Kossuth Lajos utca – Szabadkikötő út – Kvassay Jenő út – Soroksári út – Boráros tér vá. |

## Megállóhelyei
| 0  | Boráros tér végállomás                        | 14 | 6É, 31É |
| 1  | Haller utca (↓) Dandár utca (↑)               | 12 | 31É     |
| 2  | Vágóhíd utca                                  | 11 | 31É     |
| 3  | Közvágóhíd                                    | 10 | 1É, 31É |
| 7  | Szabadkikötő                                  | 6  |         |
| 10 | Kossuth Lajos utca (↓) Ady Endre út (↑)       | 3  |         |
| 11 | Csepel, Szent Imre tér (↓) Szent Imre tér (↑) | 2  |         |
| 12 | Karácsony Sándor utca                         | ∫  |         |
| ∫  | Karácsony Sándor utca                         | 1  |         |
| 13 | Széchenyi István utca                         | ∫  |         |
| 14 | Csepel, II. Rákóczi Ferenc út végállomás      | 0  |         |